# Coenraad Johannes van Houten
Coenraad Johannes van Houten (Amsterdam, 15 de març de 1801 - Weesp, 27 de maig de 1887) va ser un químic holandès i fabricant de xocolata conegut pel tractament de la massa de cacau amb sals alcalines per eliminar el sabor amarg i fer els sòlids del cacau més solubles en aigua; el producte resultant encara es coneix com a " xocolata de procés holandès ". També se li atribueix la introducció d'un mètode per prémer el greix (mantega de cacau) dels grans de cacau torrat, encara que això era, de fet, obra del seu pare.